# Lansford Spence
Lansford Spence (né le 15 décembre 1982) est un athlète jamaïcain spécialiste du 400 mètres.

## Carrière
Il remporte la médaille de bronze du relais 4 × 400 mètres des Championnats du monde 2005 d'Helsinki aux côtés de Sanjay Ayre, Brandon Simpson et Davian Clarke, se classant derrière les États-Unis et les Bahamas.

## Palmarès
| Date | Compétition                                | Lieu           | 200 m | 400 m | 4 × 400 m |
| ---- | ------------------------------------------ | -------------- | ----- | ----- | --------- |
| 2002 | Jeux d'Amérique centrale et des Caraïbes   | San Salvador   |       | 2e    | 2e        |
| 2003 | Jeux panaméricains                         | Saint-Domingue |       |       | 1er       |
| 2005 | Champ. d'Amérique centrale et des Caraïbes | Nassau         |       | 1er   |           |
| 2005 | Championnats du monde                      | Helsinki       |       |       | 3e        |
| 2006 | Jeux du Commonwealth                       | Melbourne      |       | 8e    | 3e        |
| 2010 | Jeux du Commonwealth                       | New Delhi      | 2e    |       |           |
| 2011 | Jeux panaméricains                         | Guadalajara    | 2e    |       |           |